# Eugenio Echeverría Castellot
Eugenio Echeverría Castellot (Ciudad del Carmen, 19 november 1918 - Campeche, 14 februari 1999) was een Mexicaans politicus.
Echeverría was afgestudeerd als ingenieur en sloot zich aan bij de Institutioneel Revolutionaire Partij (PRI). Echeverría vervulde verschillende bestuurlijke en administratieve functies en was van 1959 tot 1961 burgemeester van Campeche. Desalniettemin was hij nog tamelijk onbekend toen hij in 1979 door de PRI werd aangewezen als gouverneurskandidaat. Naar verluidt merkte minister van binnenlandse zaken Jesús Reyes Heroles na het horen van Echeverría's nominatie op zijn naam nog nooit gehoord te hebben, waarna president José López Portillo antwoordde: "maar ik wel, en dat is genoeg."
Echeverría's termijn viel samen met het hoogtepunt van de olie-boom in Campeche en zijn als gouverneur werd vooral gekenmerkt door het investeren in publieke werken. Het Isla del Carmen werd door middel van een brug met het vasteland verbonden en de binnenstad van Campeche-stad werd op de schop genomen, waarbij echter een deel van de historische fortificaties werden afgebroken. Echeverría investeerde in het verbeteren van de landbouw en nam maatregelen tegen de ontbossing in zijn deelstaat. Echeverría's hervormingen hadden een positief effect op de productiviteit, voornamelijk van voedsel waarin Campeche zelfvoorzienend was geworden, maar leidden toen de oliemarkt ineenstortte ook tot enorme financiële tekorten.
Echeverría's gouverneurschap duurde tot 1985. Hij overleed veertien jaar later.